# Polycentropus auricollis
Polycentropus auricollis là một loài Trichoptera trong họ Polycentropodidae. Chúng phân bố ở miền Australasia.